# Pompertuzat
Pompertuzat är en kommun i departementet Haute-Garonne i regionen Occitanien i södra Frankrike. Kommunen ligger i kantonen Montgiscard som tillhör arrondissementet Toulouse. År 2022 hade Pompertuzat 2 203 invånare.

## Befolkningsutveckling
Antalet invånare i kommunen Pompertuzat
Referens:INSEE